# Кнігиніче (ґміна)
Ґміна Кнігиніче — сільська гміна в Рогатинському повіті Станиславівського воєводства Другої Речі Посполитої та у Крайсгауптманшафті Бережани Дистрикту Галичина Третього Райху. Адміністративним центром гміни було містечко Кнігиніче (Княгиничі).
Об'єднану сільську ґміну Кнігиніче (рівнозначну волості) було утворено 1 серпня 1934 року у межах адміністративної реформи в II Речі Посполитій із суміжних тогочасних сільських ґмін (самоврядних громад): Бабухув (Бабухів) (частина), Васючин, Заґуже Кнігиніцкє (Загір'я), Залуже (Залужжя) (частина), Кнігиніче (Княгиничі), Оскжесіньце (Воскресинці), Помонєнта (Помонята), Псари(частина), Явче (за винятком частини, віднесеної до ґміни Конюшкі). 
Площа ґміни — 81,56 км². Кількість житлових будинків — 1912. Кількість мешканців — 9832.
Національний склад населення ґміни Рогатин на 1 січня 1939 року:
| село                | населення | українці-греко-католики | українці-латинники | євреї  | поляки | польські колоністи |
| ------------------- | --------- | ----------------------- | ------------------ | ------ | ------ | ------------------ |
| Явче                | 2360      | 1600                    | 60                 | 20     | 480    | 200                |
| Княгиничі           | 2040      | 1330                    | 60                 | 610    | 40     |                    |
| Помонятина          | 1220      | 1180                    |                    | 10     | 30     |                    |
| Васючин             | 2500      | 2150                    | 300                | 10     | 40     |                    |
| Воскресінці         | 1180      | 990                     | 30                 | 10     | 150    |                    |
| Загір’я Княгиницьке | 1520      | 1160                    | 120                | 10     | 20     | 210                |
| Загалом             | 10820     | 8410                    | 570                | 670    | 760    | 410                |
| Відсотки            | 100 %     | 77,73 %                 | 5,27 %             | 6,19 % | 7,02 % | 3,79 %             |

17 січня 1940 року ґміни ліквідовані, натомість утворені райони. 
Гміна (волость) була відновлена на час німецької окупації з липня 1941 до липня 1944 року.
На 1 березня 1943 року населення ґміни становило 9043 особи.